# Ayuntamiento de Leganés
El Ayuntamiento de Leganés es el organismo encargado de gobernar Leganés (Comunidad de Madrid, España). El actual alcalde de la ciudad es Miguel Ángel Recuenco. Al igual que en el resto de municipios españoles, el alcalde es elegido por sufragio universal en un sistema democrático.

## Casa consistorial
La casa consistorial se encuentra situada en la plaza Mayor de Leganés, y fue inaugurada en 2007. Cuenta con salón de Plenos, sala de ceremonias, Alcaldía y los despachos de los grupos políticos con representación en la corporación municipal. Su interior está revestido de granito en suelo y paredes, y algunas estancias cuentan con madera de nogal. Anteriormente el ayuntamiento estaba ubicado en el edificio central de la plaza de España, que ahora es ocupado por el servicio de juventud municipal Dejovenes 

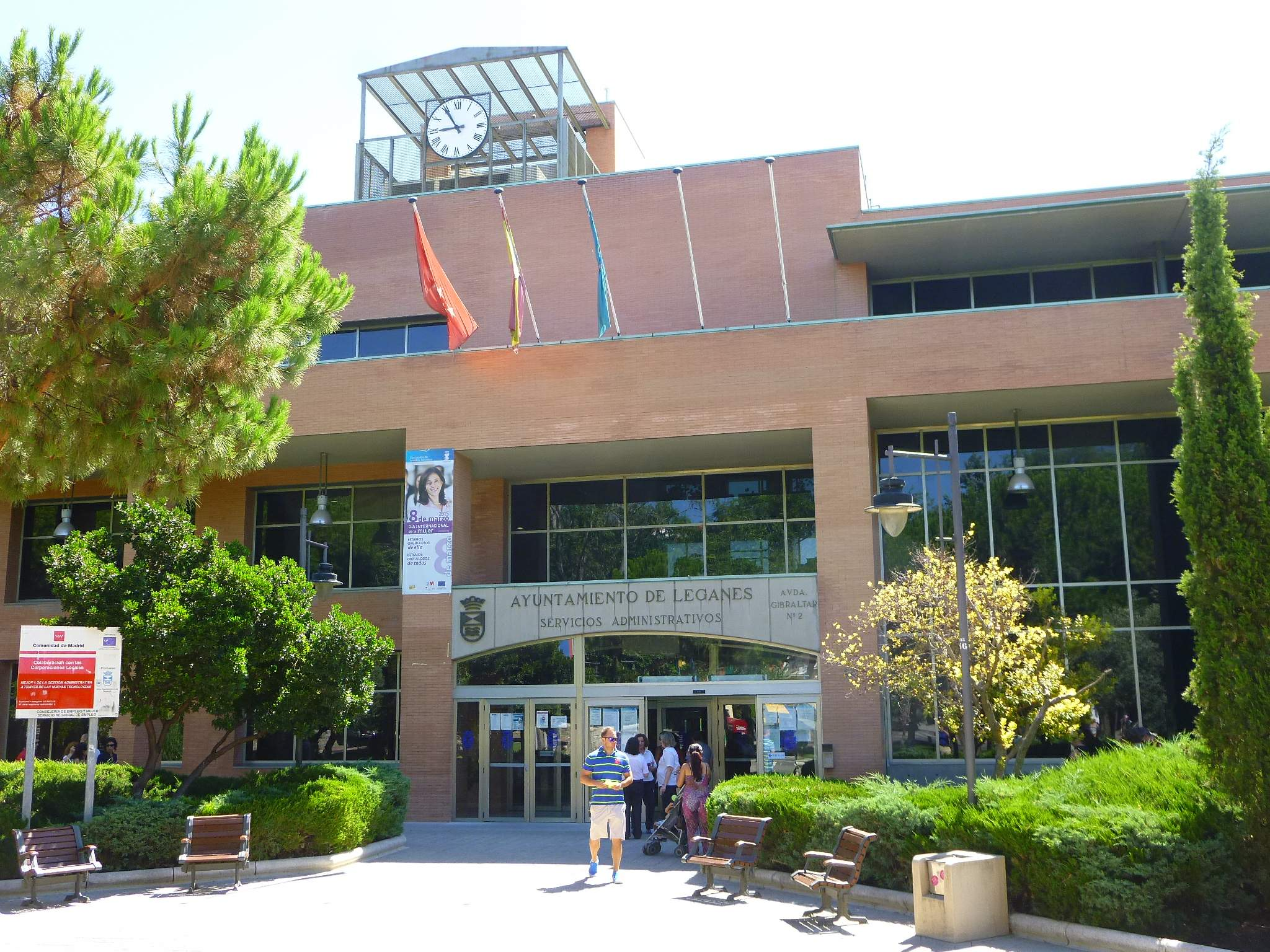
Casa del Reloj (servicios administrativos del Ayuntamiento de Leganés

## Alcaldes
| Periodo   | Nombre                                                      | Partido                                                       |
| --------- | ----------------------------------------------------------- | ------------------------------------------------------------- |
| 1979-1983 | Ramón Espinar Gallego                                       | Partido Socialista Obrero Español (PSOE)                      |
| 1983-1987 | Ramón Espinar Gallego (hasta 1983) Fernando Abad Bécquer    | Partido Socialista Obrero Español (PSOE)                      |
| 1987-1991 | Fernando Abad Bécquer                                       | Partido Socialista Obrero Español (PSOE)                      |
| 1991-1995 | José Luis Pérez Ráez                                        | Partido Socialista Obrero Español (PSOE)                      |
| 1995-1999 | José Luis Pérez Ráez                                        | Partido Socialista Obrero Español (PSOE)                      |
| 1999-2003 | José Luis Pérez Ráez                                        | Partido Socialista Obrero Español (PSOE)                      |
| 2003-2007 | José Luis Pérez Ráez                                        | Partido Socialista Obrero Español (PSOE)                      |
| 2007-2011 | Guadalupe Bragado Cordero (hasta 2007) Rafael Gómez Montoya | Partido Popular (PP) Partido Socialista Obrero Español (PSOE) |
| 2011-2015 | Jesús Gómez Ruiz                                            | Partido Popular (PP)                                          |
| 2015-2019 | Santiago Llorente Gutiérrez                                 | Partido Socialista Obrero Español (PSOE)                      |
| 2019-2023 | Santiago Llorente Gutiérrez                                 | Partido Socialista Obrero Español (PSOE)                      |
| 2023-act. | Miguel Ángel Recuenco Checa                                 | Partido Popular (PP)                                          |

## Gobierno municipal
| Gobiernos municipales desde la Transición española |                       |                   |                     |                   |
| Periodo                                            | Alcalde               | Partido principal | Mayoría             | Socio de gobierno |
| 1979 - 1983                                        | Ramón Espinar         |                   | Absoluta (23 de 27) |                   |
| 1983 - 1987                                        | Fernando Abad         |                   | Absoluta (20 de 27) |                   |
| 1987 - 1991                                        | Fernando Abad         |                   | Absoluta (16 de 27) |                   |
| 1991 - 1995                                        | José Luis Pérez Ráez  |                   | Absoluta (14 de 27) |                   |
| 1995 - 1997                                        | José Luis Pérez Ráez  |                   | Relativa (10 de 27) |                   |
| 1997 - 1999                                        | José Luis Pérez Ráez  |                   | Absoluta (17 de 27) |                   |
| 1999 - 2003                                        | José Luis Pérez Ráez  |                   | Absoluta (18 de 27) |                   |
| 2003 - 2007                                        | José Luis Pérez Ráez  |                   | Absoluta (16 de 27) |                   |
| 2007                                               | Guadalupe Bragado     |                   | Relativa (11 de 27) |                   |
| 2007 - 2011                                        | Rafael Gómez Montoya  |                   | Absoluta (14 de 27) |                   |
| 2011 - 2015                                        | Jesús Gómez           |                   | Relativa (12 de 27) |                   |
| 2015 - 2019                                        | Santiago Llorente     |                   | Relativa (7 de 27)  |                   |
| 2019 - 2021                                        | Santiago Llorente     |                   | Relativa (12 de 27) |                   |
| 2021 - 2023                                        | Santiago Llorente     |                   | Relativa (13 de 27) |                   |
| 2023 -                                             | Miguel Ángel Recuenco |                   | Relativa (12 de 27) |                   |

### Gobierno actual[1]
| Miembro                         | Partido                                                                                           | Cargo |
| ------------------------------- | ------------------------------------------------------------------------------------------------- | --- |
| Miguel Ángel Recuenco           |                                                                                                   | Alcalde-Presidente |
| Carlos José Delgado Pulido      |                                                                                                   | Primer teniente de alcalde Concejal Delegado de Obras, Mantenimiento e Infraestructuras, Patrimonio y Presidente de la Junta de Distrito de Zarzaquemada. |
| Francisco Javier Oporto Martín  |                                                                                                   | Segundo teniente de alcalde. Concejal Delegado de Desarrollo Urbano, Planificación e Industria, Consumo y OMIC.                                           |
| Clara Polonio Córdoba           | Tercer teniente de alcalde. Concejala Delegada de Deportes, Nuevas Tecnologías y Régimen Interior | |
| Virginia Benito Serrano         |                                                                                                   | Cuarta teniente de alcalde. Concejala Delegada de Mayores, Contratación y Compras, Participación Ciudadana y Salud.                                       |
| Violeta Bonet Atienza           |                                                                                                   | Quinta teniente de alcalde. Concejala Delegada de Medio Ambiente y Sostenibilidad.                                                                        |
| Maria del Pilar Estévez Sánchez | Sexta teniente de alcalde. Concejala Delegada de Hacienda y Recursos Humanos.                     | |
| Maria Mercedes Neria Castellano |                                                                                                   | Concejala Delegada de Cultura, Educación e Infancia |
| Jesús Rodríguez Díaz            |                                                                                                   | Concejal Delegado de Servicios Sociales, Familia y Presidente de la Junta de Distrito de San Nicasio                                                      |
| Almudena González Vergara       | Concejal Delegada de Seguridad Ciudadana y Movilidad                                              | |
| Jose Eugenio Marín García       | Concejal Delegado de Economía, Desarrollo Local, Comercio y Empleo                                | |
| Almudena Ana Jiménez García     | Concejala Delegada de Comunicación. Igualdad. Festejos, Juventud y Cooperación                    | |

## Resultados electorales
| Partido político                                  | 2023  | 2023   | 2023       | 2019  | 2019   | 2019       | 2015  | 2015   | 2015       | 2011  | 2011   | 2011       | 2007  | 2007   | 2007       |
| Partido político                                  | %     | Votos  | Concejales | %     | Votos  | Concejales | %     | Votos  | Concejales | %     | Votos  | Concejales | %     | Votos  | Concejales |
| Partido Popular (PP)                              | 31,70 | 30 611 | 9          | 15,38 | 14 311 | 4          | 20,02 | 19 081 | 6          | 40,08 | 37 445 | 12         | 39,41 | 36 283 | 12         |
| Partido Socialista Obrero Español (PSOE)          | 27,41 | 26 470 | 8          | 32,39 | 30 133 | 10         | 21,74 | 20 726 | 6          | 27,72 | 25 900 | 8          | 38,25 | 35 213 | 11         |
| Unión por Leganés (ULEG)                          | 11,47 | 11 073 | 3          | 15,58 | 14 491 | 4          | 20,42 | 19 463 | 6          | 13,28 | 12 409 | 4          | 5,89  | 5422   | 1          |
| Más Madrid-Leganemos                              | 10,60 | 10234  | 3          | 7,31  | 6803   | 2          | 21,14 | 20 148 | 6          | —     | —      | —          | —     | —      | —          |
| Vox                                               | 7,88  | 7608   | 2          | 6,05  | 5632   | 1          | 0,57  | 544    | 0          | —     | —      | —          | —     | —      | —          |
| Podemos-Izquierda Unida (IU)                      | 6,57  | 6345   | 2          | 11,15 | 10 374 | 3          | 5,33  | 5079   | 1          | 11,48 | 10 723 | 3          | 12,95 | 11 920 | 3          |
| Ciudadanos (Cs)                                   | 1,15  | 1119   | 0          | 10,42 | 9695   | 3          | 7,93  | 7556   | 2          | —     | —      | —          | 0,35  | 320    | 0          |
| Partido Comunista de los Pueblos de España (PCPE) | 0,30  | 294    | 0          | —     | —      | —          | —     | —      | —          | 0,73  | 678    | 0          | 0,34  | 315    | 0          |
| La Izquierda Hoy (LIH)                            | —     | —      | —          | 0,86  | 803    | 0          | —     | —      | —          | —     | —      | —          | —     | —      | —          |
| Igualdad Real (IGRE)                              | —     | —      | —          | 0,11  | 98     | 0          | —     | —      | —          | —     | —      | —          | —     | —      | —          |
| Unidad de Centro (UDEC)                           | —     | —      | —          | 0,10  | 94     | 0          | 0,13  | 128    | 0          | —     | —      | —          | —     | —      | —          |
| Unión Progreso y Democracia (UPyD)                | —     | —      | —          | —     | —      | —          | 1,64  | 1567   | 0          | 4,00  | 3737   | 0          | —     | —      | —          |
| Coalición Verde (CV)                              | —     | —      | —          | —     | —      | —          | —     | —      | —          | —     | —      | —          | 1,33  | 1228   | 0          |

## Evolución de la deuda viva municipal
El concepto de deuda viva contempla sólo las deudas con cajas y bancos relativas a créditos financieros, valores de renta fija y préstamos o créditos transferidos a terceros, excluyéndose, por tanto, la deuda comercial.
| Gráfica de evolución de la deuda viva del Ayuntamiento entre 2008 y 2023                          |
|                                                                                                   |
| Deuda viva del Ayuntamiento de Leganés, en miles de euros, según datos del Ministerio de Hacienda |